# YPP (商標)
YPPとは、韓国のファスナーメーカーであるJUNGWOO ZIPPER 社が商標登録したものである。
YKKに意図的に類似させているとしてYKK株式会社に提訴され、アメリカ連邦地方裁判所により商標権侵害として認定された。
JUNGWOO ZIPPER 社はUNI ZIPPER 社と社名を変更し、YPPをKPPと変更して商標登録した。